# Engin Baytar
Engin Baytar (ur. 11 stycznia 1983 w Bielefeldzie) – turecki piłkarz występujący na pozycji pomocnika. Zawodnik klubu BB Erzurumspor.

## Kariera klubowa
Baytar urodził się w RFN-ie w rodzinie pochodzenia tureckiego. Seniorską karierę rozpoczynał w 2002 roku w rezerwach Arminii Bielefeld. W 2004 roku trafił do tureckiego Maltepesporu z 2. Lig. Spędził tam 1,5 roku.
Na początku 2006 roku podpisał kontrakt z zespołem Gençlerbirliği SK z Süper Lig. W tych rozgrywkach zadebiutował 19 lutego 2006 roku w wygranym 3:0 pojedynku z Konyasporem. 26 sierpnia 2006 roku w wygranym 2:1 spotkaniu z Ankarasporem strzelił pierwszego gola w Süper Lig. W 2008 roku dotarł z klubem do finału Puchar Turcji, jednak drużyna Gençlerbirliği uległa Kayserisporowi. W styczniu 2009 roku został wypożyczony do Eskişehirsporu, także grającego w Süper Lig.
Latem 2009 roku Baytar odszedł do Trabzonsporu, również występującego w Süper Lig. Pierwszy ligowy mecz zaliczył tam 8 sierpnia 2009 roku przeciwko Sivassporowi (2:1). W 2010 roku zdobył z zespołem Puchar Turcji oraz Superpuchar Turcji.
W 2011 roku Baytar przeszedł do Galatasaray SK. W 2014 roku był stamtąd wypożyczony do Rizesporu. W 2015 roku odszedł do drugoligowej Karşıyaki, a w2016 roku przeszedł do także drugoligowego BB Erzurumspor.

## Kariera reprezentacyjna
W reprezentacji Turcji Baytar zadebiutował 17 listopada 2010 roku w przegranym 0:1 towarzyskim meczu z Holandią.